# Small Arms Protective Insert

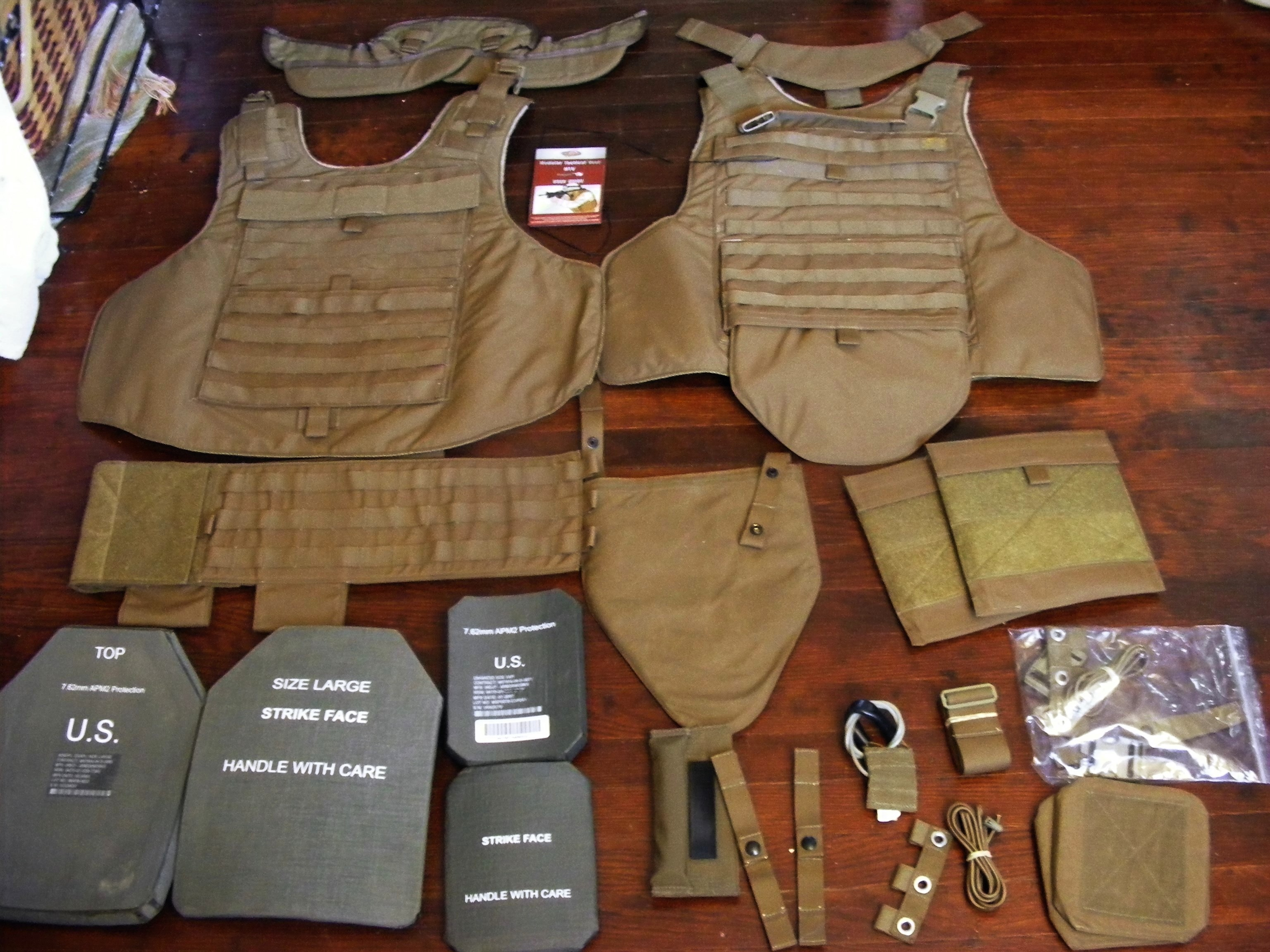
Płyty SAPI wraz z kamizelką MTV

Small Arms Protective Insert (SAPI) – ceramiczne płyty ochronne (wkłady balistyczne) stosowane w amerykańskich kamizelkach kuloodpornych. Płyty SAPI po raz pierwszy zostały użyte w kamizelce IBA.
Początkowo w kamizelkach stosowano tylko wkłady z tkanin aramidowych – chronią one jednak tylko przed pociskami tępołukowymi (obecnie używanymi przede wszystkim w pistoletach). Aby zapewnić lepszą ochronę przed pociskami ostrołukowymi (np. karabinowymi), zaczęto stosować dodatkowe płyty zewnętrzne. Podczas przebijania takiej płytki pocisk traci dużą część energii kinetycznej oraz ulega deformacji. Następnie taki zdeformowany pocisk jest zatrzymywany przez wkład aramidowy na podobnej zasadzie jak pocisk tępołukowy.
Płyta SAPI wykonana jest z węgliku boru lub krzemu. Zapewnia ochronę przed pociskami kalibru 7,62 mm o prędkości około 840 m/s (III klasa opancerzenia). Jedna płyta waży mniej więcej 1,8 kg (masa zależy od rozmiarów płyty). 
Płyty SAPI zostały zastąpione w roku 2005 płytami ESAPI (Enhanced Small Arms Protective Insert). Zmodyfikowana płyta została pogrubiona przez dodanie kilku warstw tkaniny balistycznej (z polietylenu). Płyta ESAPI waży około 2,3 kg.